# Lake Cadibarrawirracanna
Der Lake Cadibarrawirracanna ist ein Salzsee im australischen Bundesstaat South Australia. 

## Lage
Der maximal 30 Kilometer lange und 17 Kilometer breite Salzsee liegt im Nordosten der Woomera Prohibited Area, rund 60 Kilometer östlich von Coober Pedy, durch das der Stuart Highway führt, und 70 Kilometer westlich von William Creek. 

## Name
Der Name Cadibarrawirracanna bedeutet „tanzende Sterne auf dem Wasser“. Die neunzehn Buchstaben des Namens sind die längste Ortsbezeichnung innerhalb Australiens. 

## Lied
Mit dem langen Namen des Sees gibt es das vom australischen Sänger Rolf Harris aufgenommene Lied Carra Barra Wirra Canna:
There's a lake in South Australia, Little lake with lovely name

And the story woven round it From the picaninnies came

Every night the native mothers Croon this lovely lullaby

Croon across the moonlit waters, to the star up in the sky

CHORUS:

Carra Barra Wirra Canna, Little star upon the lake

Guide me through the hours of darkness, Keep me safely till I wake. 

Piccaninnies' heads are nodding, Drowsy crooning fills the air

Little eyes at last are closing, And the boat of dreams is there

Guide my boat across the waters, Cross the waters still and deep

Light me with your little candle, Safely to the land of sleep. 

CHORUS